# Ľutina
Ľutina es un municipio del distrito de Sabinov en la región de Prešov, Eslovaquia, con una población estimada a final del año 2024 de 483 habitantes.
Se encuentra ubicado en el centro-oeste de la región, en el valle del río Torysa (cuenca hidrográfica del río Tisza).

## Demografía
| Año        | 1994 | 2004    | 2014     | 2024    |
| ---------- | ---- | ------- | -------- | ------- |
| Población  | 434  | 428     | 472      | 483     |
| Diferencia |      | −1,38 % | +10,28 % | +2,33 % |

| Año        | 2023 | 2024    |
| ---------- | ---- | ------- |
| Población  | 484  | 483     |
| Diferencia |      | −0,20 % |